# Beluga (Alasca)
Beluga é uma Região censo-designada localizada no estado americano de Alasca, no Distrito de Kenai Peninsula.

## Demografia
Segundo o censo americano de 2000, a sua população era de 32 habitantes.

## Geografia
De acordo com o United States Census Bureau, a localidade tem uma área de 267,8 km², dos quais 265,9 km² cobertos por terra e 1,9 km² cobertos por água.

## Localidades na vizinhança
O diagrama seguinte representa as localidades num raio de 64 km ao redor de Beluga. 